# Chenopodium strictum
Chenopodium strictum là loài thực vật có hoa thuộc họ Dền. Loài này được Roth mô tả khoa học đầu tiên năm 1821.